# ELO 2
ELO 2 är det andra albumet av den engelska rockgruppen Electric Light Orchestra. Skivan släpptes i februari 1973. Den största hiten från skivan blev låten Roll Over Beethoven som släpptes på singel före själva albumet, och nådde sjätteplatsen på brittiska hitlistan våren 1973. Omslagsbilden till skivan gjordes av den klassiska designfirman Hipgnosis.

## Låtlista
Sida A
1. "In Old England Town (Boogie No. 2)" (Jeff Lynne)
2. "Momma" (Jeff Lynne)
3. "Roll Over Beethoven" (Chuck Berry)

Sida B
1. "From the Sun to the World (Boogie No. 1)" (Jeff Lynne)
2. "Kuiama" (Jeff Lynne)